# 250 Bettina
A 250 Bettina a Naprendszer kisbolygóövében található aszteroida. Johann Palisa fedezte fel 1885. szeptember 3-án.